# 跃进水库 (依安)
跃进水库是中国黑龙江省齐齐哈尔市依安县境内的一座水库，引乌峪尔河水，建于1970年。水库正常库容为3100万立方米，集雨面积为73平方千米，海拔为188.25米。